# Таралевич Пилип Миколайович
Пилип Миколайович Таралевич (нар. 1 січня 1942, Глинянець) — український художник; член Донецької організації Спілки художників України з 1994 року.

## Біографія
Народився 1 січня 1942 року в селі Глинянці (нині Вінницький район Вінницької області, Україна) в селянській сім'ї. Перші навички в образотворчому мистецтві здобув у Донецьку протягом 1956—1959 років в ізостудії Палацу піонерів і школярів імені Горького та протягом 1959—1961 років в ізостудії Будинку працівників культури. 1968 року закінчив художньо-педагогічне відділення Одеського державного художнього училища імені Грекова, де навчався в Івана Беспалова, Ореста Слєшинського.
Мешкав у Донецьку в будинку на вулиці Прохідників, № 8а, квартира № 5.

## Творчість
Працює у галузях станкового живопису і станкової графіки, створює пейзажі, натюрморти, портрети. Серед робіт:
- «Чоловік у шапці» (1990-ті, папір, олівець)[2].
- «Останні апостоли» (1990)[1];
- «Тандем» (1992)[1];
- «Пісня Пісень IV» (1994, папір, кольорова туш)[5];
- «Вісники I» (1994, папір, гуаш)[4];
- «Трапеза» (1995, папір, змішана техніка)[4];
- «Білий одяг» (1995)[1];
- «Готичний мотив» (1995, папір, змішана техніка)[5];
- «Маски» (1995, оргаліт, олія)[5];
- «Купальниці» (2000)[1];
- «…і стало світло» (2000, полотно, олія)[4];
- «Танок» (2001, папір, гуаш)[4];
- «На набережній» (2001, папір, гуаш)[2].
- «Потяг на південь» (2002, тонований папір, туш, гуаш)[2];
- «Старе дерево з дуплом» (2008, папір, змішана техніка)[2].

Свої роботи  уперше експонував у донецькому виставковому центрі «Авангард» 1989 року та на обласних й всеукраїнських виставках з 1990 року. Персональні виставки відбулися у Донецьку в 1992 (Донецький обласний художній музей), 1995, 1998, 1999, 2000, 2002 роках, Одесі у 1993, 1998, 1999 роках, Львові у 2001 році, Вінниці у 1996 та 2004 (Вінницький обласний художній музей) роках, Горлівці у 1996 році, Івано-Франківську у 2001 році, Хмельницькому у 2002 році.
Твори художника зберігаються в Донецькому, Одеському, Хмельницькому, Івано-Франківському художніх музеях, а також в приватних колекціях Англії, Бельгії, Німеччини, Канади, Росії, США та Японії.